# Čebyševova nerovnost
Čebyševovy nerovnosti se využívají v teorii pravděpodobnosti k důkazu centrálních limitních vět a zákona velkých čísel.

## Čebyševova nerovnost I. typu
Čebyševovou nerovností I. typu označujeme tvrzení, že pro libovolnou nezápornou náhodnou veličinu {\displaystyle X\,\!} se střední hodnotou {\displaystyle \operatorname {E} (X)\,\!} je pravděpodobnost, že veličina {\displaystyle X\,\!} nabude alespoň hodnoty {\displaystyle \varepsilon \,\!} omezena podmínkou
{\displaystyle P(X\geq \varepsilon )\leq {\frac {\operatorname {E} (X)}{\varepsilon }}\,\!}
pro všechna {\displaystyle \varepsilon >0\,\!}. (Tato nerovnost se někdy v literatuře označuje jako Markovova.)

## Čebyševova nerovnost II. typu
Pro libovolnou náhodnou veličinu {\displaystyle X\,\!} se střední hodnotou {\displaystyle \operatorname {E} (X)\,\!} a rozptylem {\displaystyle D(X)\,\!} je pravděpodobnost, že absolutní hodnota {\displaystyle |X-\operatorname {E} (X)|\,\!} nabude hodnoty menší než libovolné {\displaystyle \varepsilon >0\,\!} omezena Čebyševovou nerovností II. typu
{\displaystyle P(|X-\operatorname {E} (X)|<\varepsilon )\geq 1-{\frac {D(X)}{\varepsilon ^{2}}}\,\!}
nebo také
{\displaystyle P(|X-\operatorname {E} (X)|<\varepsilon \cdot \sigma )\geq 1-{\frac {1}{\varepsilon ^{2}}}\,\!}
kde {\displaystyle \sigma ={\sqrt {D(X)}}}